# Lomariopsis mauritiensis
Lomariopsis mauritiensis är en ormbunkeart som beskrevs av David H. Lorence. Lomariopsis mauritiensis ingår i släktet Lomariopsis och familjen Lomariopsidaceae. Inga underarter finns listade.